# Cycle du Rull

Le Cycle du Rull, écrit par A. E. van Vogt (Canada), se compose d'une nouvelle et d'un roman de science-fiction :
- le premier Rull ;
- la Guerre contre le Rull.

## Essai
Les Rulls sont des êtres vermiformes impitoyables. Étant technologiquement et biologiquement plus avancés que les Humains, ils décident d'envahir la galaxie que ceux-ci dominent. 
Dans la nouvelle, nous apprenons qu'ils ont envoyé sur Terre un espion pour jauger les Humains. Par la suite, dans le roman, nous les voyons activement à l'œuvre pour conquérir la fédération de planètes dont la Terre constitue le centre nerveux. Un homme, Trevor Jamieson, s'opposera activement aux visées des Rulls en faisant appel aux différentes races extraterrestres qui peuplent la fédération de planètes.